# Gwangjang-dong
Gwangjang-dong là một dong, phường của Gwangjin-gu ở Seoul, Hàn Quốc.

## Điểm thu hút
- AX Hall: Listen to the CN Blue - 1st Live Concert -  31 tháng 7 năm 2010[3]